# ستيفن كولبير

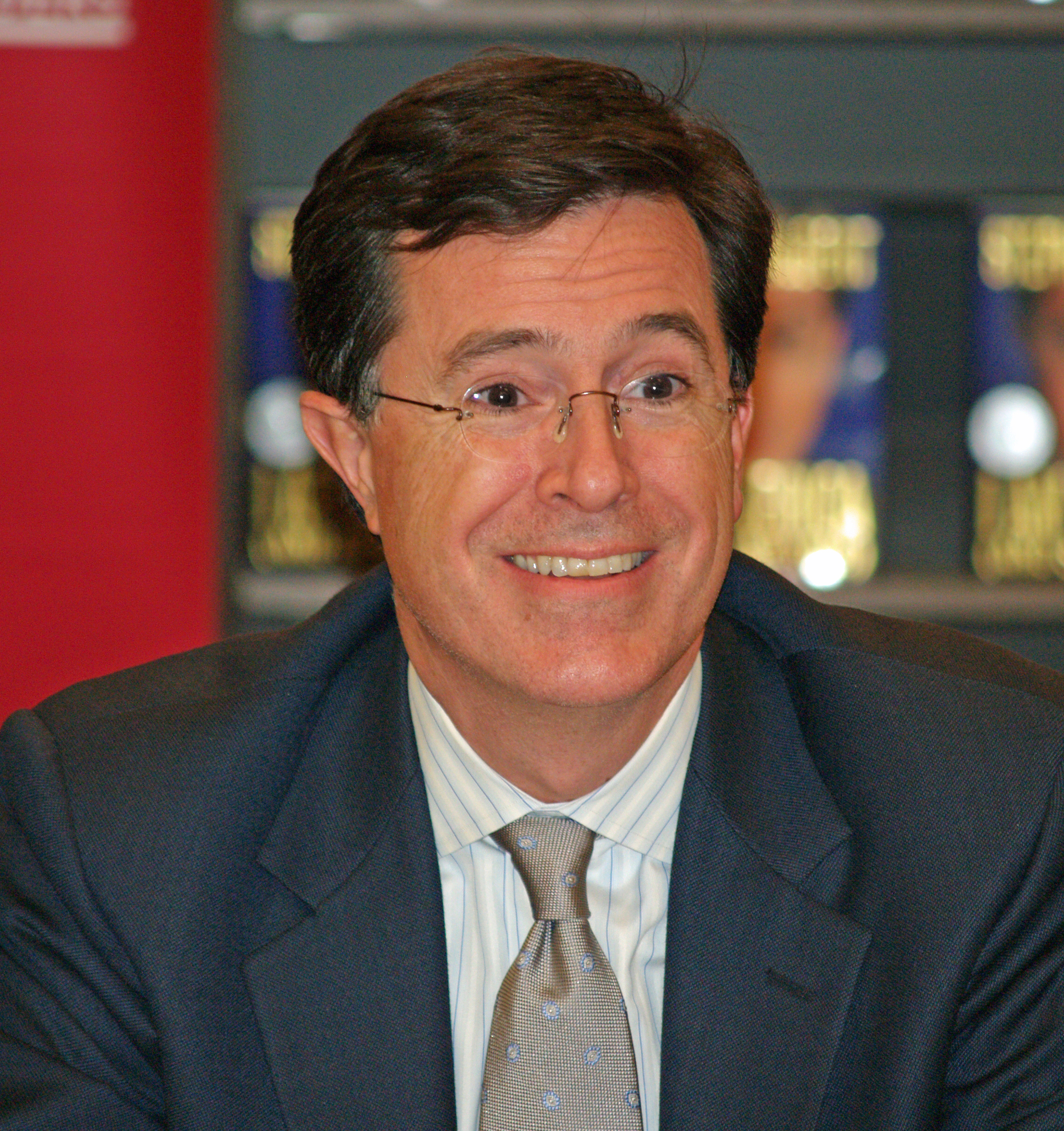
كولبير

ستيفن تايرون كولبير (بالإنجليزية: Stephen Tyrone Colbert)‏(مواليد 13 مايو 1964)هو ممثل، كاتب وكوميدي أمريكي حائز على ثلاثة جوائز إيمي معروف بأسلوبه التهكمي خاصة في المجال السياسي.
كولبير درس ليصبح ممثلاً لكنه اهتم بالكوميديا عندما قابل عميد أكاديمية سكوند سيتي دل كلوز عندما التحق بجامعة نورث ويسترن. أول أدواره كانت عندما كان ممثلاً بديلاً للمثل ستيف كارل في أكاديمية سيكوند سيتي في شيكاغوز مع زملاه الكوميدين بول دانيللو وأمي سيداريس حيث معهم قاموا بعمل البرنامج الكوميدي اكزت 57.
كولبير أيضاً كتب ومثل في البرنامج الكويدي القصير ذا دانا كارفي شو قبل أن يعود من جديد مع زملائه سيداريس ودانيللو لعمل المسلسل الكوميدي سترانجر ويذ كانديزز حيث أدى دور مدرس التاريخ المثلي تشاك نوبلت. ولكنه عرف بشكل أكبر عندما عمل مراسلاً في البرنامج الكوميدي الشهير ذا ديلي شو.
في عام 2005 ترك كولبير ذا ديلي شو ليعمل مستقلاً في برنامجه ذا كولبير ريبور (تقرير كولبير) وعلى نفس نهج برنامج ذا ديلي شو السياسي الساخر، نهج ذا كولبير ريبور في تقليد برامج ذو آراء سياسية مستقلة كبرنامج ذا اورايلي فاكتور مع بيل أورايلي. منذ بدأ البرنامج والسلسلة في نجاح متواصل، جعلها واحدة من أكثر البرامج مشاهدة على قناة كوميدي سنترال رشح من خلاله لثلاث جوائز إيمي عام 2006 وأربع جوائز إيمي 2007. كذلك دعي كولبير لتأدية ممثل هزلي في البيت الأبيض عام 2006. كذلك سمي من قبل مجلة التايمز كواحد من 100 شخصية مؤثرة في العالم عام 2006.

## بداية حياته
ولد ستيفن كولبير في واشنطن وترعرع في شارلستون، ساوث كارولاينا. هو الابن الأصغر من بين إحدى عشر ابنا وابنة من عائلة كاثوليكية إيرلندية. أبوه جيمس كولبرت كان نائب رئيس العلاقات الأكاديمية في جامعة ساوث كارولاينا الطبية. وأمه لورنا كولبرت كانت ربة بيت. في مقابلة له وصف ستيفن والدية كمؤمنين ومثقفين وعلموا أبنائهم أنهم بالإمكان مسائلة الكنيسة والبقاء كاثولكيين. بما أن عائلته مثقفة ساعده ذلك على تطوير لكنته الجنوبية وهو ما زال صغيرا. وهو صغير لاحظ كولبير أن الشخصيات من الجنوب في التلفاز يعتبرون أقل ذكاء من غيرهم وليتجنب ذلك تعلم أن يتكلم لكنة أمريكية مثل مذيعي الأخبار.
كولبير في بعض الأحيان يرجع لاسم عائلته على أنه فرنسي مازحا، لكن عائلته من أصل إيرلندي. في الأصل كان اسم عائلته ينطق كولبرت وأباه أراد أن ينطق اسمه (كولبير) بدلا من (كولبرت) لكنه أبقاه أحتراما لأباه (جد ستيفن). ونتيجة لذلك عرض الأب جيمس كولبرت لأبنائه حرية كيفية نطق اسم العائلة. وبدأ ستيفن باستخدام (كولبير) عندما التحق بجامعة نورث ويسترن حيث لم يكن معروفا آنذاك.
في الحادي عشر من سبتمبر عام 1974 عندما كان عمر ستيفن عشر سنوات، توفي أبوه واثنين من أخوانه (بيتر وبول) في اصطدام طائرة عندما حاولت الهبوط في مدينة شارلوت، نورث كارولاينا. كانوا في الطريق لإدخال الأخوين لمدرسة كانت ربري في مدينة نيو ملفورد، كونيكتكت. بعد الحادثة انتقلت العائلة إلى منطقة أكثر مدنية (شارع ايست بأي، تشارلستون). وجد كولبير صعوبة في اكتساب أصدقاء جدد في سكنه الجديد. وصف كولبر نفسه آنذاك على أنه منعزل. أحب كولبير الخيال العلمي وروايات الخيال خاصة روايات جون تولكين. كما أحب في مراهقته ألعاب الـ (RBG) خاصة لعبة دانجن أند دراغون.
دخل كولبير مدرسة بورتر- غواد الكنيسية في تشارلتون حيث أدى هناك بعض الأدوار المسرحية، دخل مجال الصحافة المدرسية وبتقيمه الخاص لم يكن مؤهلا أكاديميا. تمنى في صغره أن يدرس علم الأحياء البحري لكن عملية جراحية أجريت لتصليح ثقب في طبلة الأذن أدت إلى ضرر في الأذن الداخلية كانت كافية لعدم قدرته الغوص في البحار. كما أدت إلى صم (عدم القرة على السمع) في أذنه اليمنى. كان آنذاك محتارا من أن يدخل الكلية أم لا، لكنه في النهاية تقدم وقبل في كلية هامبدن-سيدني في فرجينيا حيث صديق له دخل فيها. حيث هناك أكمل تأدية الأدوار المسرحية مع دراسة الفلسفة؛ رغم صعوبة المنهج إلا أنه كان أكثر تركيزا في الكلية مما كان عليه في الثانوية.والبرغم من قلة الاهتمام بالتمثيل المسرحية في كليته إلا أن كولبير أصبح اهتمامه في التمثيل يزداد. وبعد سنتين تحول إلى جامعة نورث ويسترن ليدرس الأداء التمثيلي وقد أحبها كثيرا بالرغم من أن لا أحد يأتي ليشاهد.

## حياته المهنية

### عمله المبكر في الكوميديا
وهو في جامعة نورث ويسترن، درس واهتم كولبير بأن يصبح ممثلا دراميا خاصة في المجال المسرحي وكان غير مهتما بالكوميديا. بدأ بتأدية الارتجال على مسرح أنويانس في شيكاغو. يقول كولبير «لم أكن لأدخل معهد سيكوند سيتي لأن طلاب أنويانس يرون معهد سيكوند سيتي على أنه ليس مرتجلا وأنه متكبرا بعض الشيء». بعد تخرج كولبير سنة 1986 أحتاج إلى عمل فعرض عليه صديق له في سيكوند سيتي عملا يرد فيه على المكالمات ويبيع التذكارات فقبل كولبير العمل. اكتشف كولبير أن جميع موظفي سكوند سيتي بإمكانهم أخذ دروس مجانية في المعهد. وبالرغم من كرهه لمجموعة الكوميديا، إلا أنه سجل في دروس الارتجال الكوميدي وأحبها بشكل كبير.
بعدها عين ليؤدي مع جولة للمعهد كممثل بديل للمثل ستيف كارل. وقتها التقى بـ إيمي سيداريس وبول دانيللو شريكاء عمله في المستقبل. على حسب روايتهم، لم يتقبل الثلاثة بعضهم البعض في البداية- حيث حسب دانيللو كولبير على أنه متردد، مدعي وبارد، بينما كوبير حسب دانيللو على أنه مجرم أمي- لكن الثلاثي أصبحوا أصدقاء مقربين خلال جولاتهم مكتشفين على أنهم يشتركون في نفس الحس الكوميدي.
عندما عرض على سيداريس ودانيللو لإنتاج برنامج تلفيزيوني لشركة HPO للإنتاج، ترك كولبير سيكوند سيتي وذهب إلى نيويورك للانضمام معهم في البرنامج الكوميدي إكزت 57. عرض البرنامج على قناة كوميدي سنترال من 1995 إلى 1996 لـ 12 حلقة فقط وقد حظي على استحسان النقاد ورشح لخمس جوائز كيبل أي سي أي من ضمنها أفضل كتابة، آداء وبرنامج كوميدي.
بعد إلغاء برنامج إكزت 57 عمل كولبير 6 أشهر كممثل وكاتب في برنامج ذا دانا كارفي شو مع زميله في سيكوند سيتي ستيف كارل. وصف البرنامج من قبل ناقد على أنه انتحاري فألغي البرنامج بعد عرض سبع حلقات منه. بعدها عمل كولبير مؤقتا ككاتب مستقل في برنامج ساتردي نايت لايف. مع احتياجه للمال عمل أيضا كاستشاري كتاب لقناتي VH1,MTV، قبل أن تلقى عملا كمراسل لبرنامج صباح الخير أمريكا الذي ظهر على الهواء مرة واحدة فقط. بعدها اقترح عليه مدير أعماله أن يعمل في برنامج ذا دايلي شو والذي قبل فيه سنة 1997.

### سترينجرز ويذ كاندي
كولبير عمل مرة أخرى مع زميليه سيداريس ودانيللو لعمل مسلسل كوميدي لقناة كوميدي سنترال، سترينجرز ويذ كاندي. عرض المسلسل عام 1998 ووقتها كان كولبير يعمل في برنامج ذا دايلي شو. نتيجة لذلك قبل كولبير أن يعمل 12 فقرة لبرنامج ذا دايلي شو سنويا مع العمل في مسلسل سترينجرو ويذ كاندي.
يتحدث المسلسل عن حياة جيري بلانك، امرأة عمرها 46 سنة عادت لتكمل دراستها الثانوية بعد أن عاشت 32 سنة في الشارع. عرف المسلسل من خلال محتواه الفكاهي التجريحي. وأيضا يتضمن كل حلقة درس منحرف، وخاطئ سياسيا وأخلاقيا. عمل كولبير ككاتب رئيسي للمسلسل مع سيداريس ودانيللو بالإضافة تأديته دور مدرس التاريخ المتشدد والغير مطلع، تشاك نوبلت يدرس لطلابه معلومات خاطئة. ربط كولبير شخصيته في المسلسل بشخصيته في «ذا دايلي شو» و«ذا كولبير ريبور»، قائلا بأنه يبدع في تأدية دور «المطلع بشكل سيء، الغبي بشكل عالي». من خلال المسللسل نوبلت المثلي على علاقة سرية مع جبفري جيلينك بالرغم من أن الكل يعرف بهذه العلاقة.
ثلاثون حلقة عرضت قناة كوميدي سنترال في سنة 1999 و2000. حينها لم تكننسبة المشاهدة كبيرة مع جمهور محدد. أعاد كولبير تأدية الشخصية في فيلم عام 2006. كما شارك في كتابة الفيلم مع سيداريس ودانيللو.

### ذا دايلي شو
انضم كولبير للبرنامج الأخباري الساخر ذا دايلي شو سنة 1997 عندما كان البرنامج في موسمه الثاني. واحد من أربع مراسلين صوروا فقرات من أماكن مختلفة على طريقة الأخبار التقليدية. ينادى كولبير بالـ (الشخص الجديد)في أول سنتين له في البرنامج عندما كان كريغ كلبورن مذيعا للبرنامج. عندما ترك كلبورن البرنامج سنة 1999 حل محله جون ستيوارت كمذيع وكاتب ومدير تنفيذي. من هذه النقطة أخذ البرنامج منحى سياسي أكثر وازديادا في الشعبية خاصة في موسم انتخابات الرئاسة الأمريكية سنة 2000. وأيضا توسعت أدوار المراسلين إلى فقرات في الإستديو بالإضافة إلى تقارير دولية والتي دائما تبث داخل الإستدويو مع خلفية مزيفة للمكان.
على خلاف جون ستيوارت الذي يستضيف البرنامج كنفسه، طور كولبير لنفسه شخصية المراسل الأحمق الذي أمضى أغلب حياته يلعب دور الغير أحمق. كولبير غالبا ما يكون معارضا للمواضيع العلمية، أو ضد جون ستيوارت فشخصيته خالية من معرفة أي موضوع يتناقش فيه. كولبير أيضا استخدم كوميديا مغالطة المنطق لشرح رأيه في أي موضوع.
حضر كولبير في عدة فقرات للبرنامج مثل «إيفن ستيفن» مع ستيف كارل لمناقشة موضوع معين لكنهم في الأحرى يهاجمون بعضهم البعض. غالبا ما يتضيف كولبير فقرة «هذا الأسبوع مع الإله» فقرة تدعي بأنها دينية تقدم بمساعدة «آلة الإله». كولبير يغطي أيضا مؤتمر الحزب الديمقراطي والجمهوري كجزء تغطية ذا دايلي شو لانتخابات الرئاسة 2000 و2004. في عدة حلقات يححل كولبير مذيعا للبرنامج في غياب جون ستيوارت حتى رحيله من البرنامج. ربح كولبير ثلاث جوائز إيمي ككاتب في البرنامج أعوام 2004,2005,2006.

### ذا كولبير ريبور
منذ 17 أغسطس 2005 وكولبير يستضيف برنامج ذا كولبير ريبور (تقرير كولبير) يقوم بتقليد برامج ذو آراء سياسية مستقلة كبرنامج ذا اورايلي فاكتور وسكاربرو كانتري. يجسد كولبير شخصية اليميني المتعصب. أبتكر البرنامج من قبل جون ستيوارت، ستيفن كولبير وبن كارلين.
أصل البرنامج مأخوذ من فقرات دعائية خيالية من ذا دايلي شو كفكاهة ليس إلا. لاحقا طور من قبل شركة جون ستيوارت «باص بوي» لقناة كوميدي سنترال. في الواقع القناة كانت تبحث عن برنامج يواصل نجاح ذا دايلي شو مدته نصف ساعة. بدأ البرنامج بمعدلات مشاهدة عالية بلغت متوسطها في الأسبوع الأول مليون ومئتي ألف مشاهد. بعد شهر واحد وقعت قناة كوميدي سنترال عقدا طويل الأمد للبرنامج عندما أصبح البرنامج واحد من أكثر البرامج مشاهدة على القناة.
كثير من حياة كولبير الشخصية تعكس شخصيته في برنامج ذا كولبير ريبور مثل إطلاعه على الكاثولكية، الخيال العلمي وسيد الخواتم.

### عشاء جمعية المراسلين في البيت الأبيض 2006
في يوم السبت 29 أبريل 2006 ستيفن كولبير استضاف ككوميدياني لعشاء جمعية المراسلين في البيت الأبيض 2006. واقفا بعض خطوات من الرئيس الأمريكي جورج بوش. خلق كولبير جوا من الخلاف عندما هاجم ساخرا من إدارة بوش والبيت الأبيض خلال شخصيته في البرنامج مثل:
«أنا أقف بجانب هذا الرجل. أنا أقف بجانبه لأنه يقف بجانب أشياء. ليس فقط لأشياء، أنه يقف على أشياء. أشياء مثل حاملات الطائرة والأنقاض وللتو مدينة غارقة بالفيضان (إعصار كاترينا). وهذه ترسل رسالة قوية، أنه مهما يحدث في أمريكا سوف تعود لحالتها الطبيعية مع أقوة صورة في العالم».
تلقى الأداء ردا فاترا من قبل الجمهور، ولم يلتفت إليه الأعلام في البداية. كاتب جريدو واشنطن بوست دان فرومكين والبروفيسور تود جاتلين من جامعة كولومبيا أن هذا بسبب أن مادة كولبير كانت مهاجمة للإعلام وسياسة بوش. ريتشارد كوهن من الواشنطن بوست قال أن الإعلام لم يهتم به لأن مادة كولبير كانت غير مضحكة. لكن فيديو كولبير في الإنترنت أحدث ضجة كبيرة ومعدل المشاهدة للبرنامج ازداد بنسبة 37%. وصفه كاتب مجلة التايمز جيمس بونيوزك على أنه «مادة سياسية مؤثرة لعام 2006». بعد 6 أشهر وصفه كاتب جريدة نيويورك فرانك ريتش «لحظة مؤثرة لانتخابات مجلس النواب 2006».

### أعمال أخرى
شارك ستيف كولبير في تأليف الرواية المصورة الساخرة «ويقفيلد» والتي نشرت سنة 2003. الرواية كتبت بالتعاون المشترك مع ستيفن كولبير، أيمي سيداريس وباول دانيللو وتحكي القصى عن مدينة صغيرة تهدد من قبل دمار وشيك لسد ضخم. القصة تقدم كسلسلة من المقابلات الخيالية لساكني المدينة بالإضافة إلى الصور. أدوا المؤلفين الثلاثة القصة على المسرح في نفس سنة إصدار الكتاب.
ظهر كولبير كممثل ثانوي في فيلم بي ويتشد. كما ظهر كضيف شرف لمسلسلات مثل كرب يور إنثوزيازم وسبين سيتي ولو أند أوردر وفي البرنامج الكوميدي هوز لاين إز ات أني وي؟. كما أدى دور صوتي للمسلسل الكارتوني هارفي بيردمان. كما أدى أدوار صوتية في كرانك يانكرز، ذا فنشور بوي، وأمريكان داد والمسلسل الكندي الكوميدي ذا رونغ كوست.
فام كولبير بتنفيذ حلقة واحدم من البرنامج الإذاعي ذا ماجيورتي ريبورت وعمل تقارير لبرنامج ال فرانكين شو الإذاعي. كما ظهر في عدة إعلانات تجلرية لسركة جنرال موتورز. كما ظهر كحرف z في برنامج شارع سمسم عام 2005.
أصدر كولبير كتابه «أنا أمريكا وأنت يمكنك ذلك» في تاريخ 7 أكتوبر 2007.

## حياته الشخصية

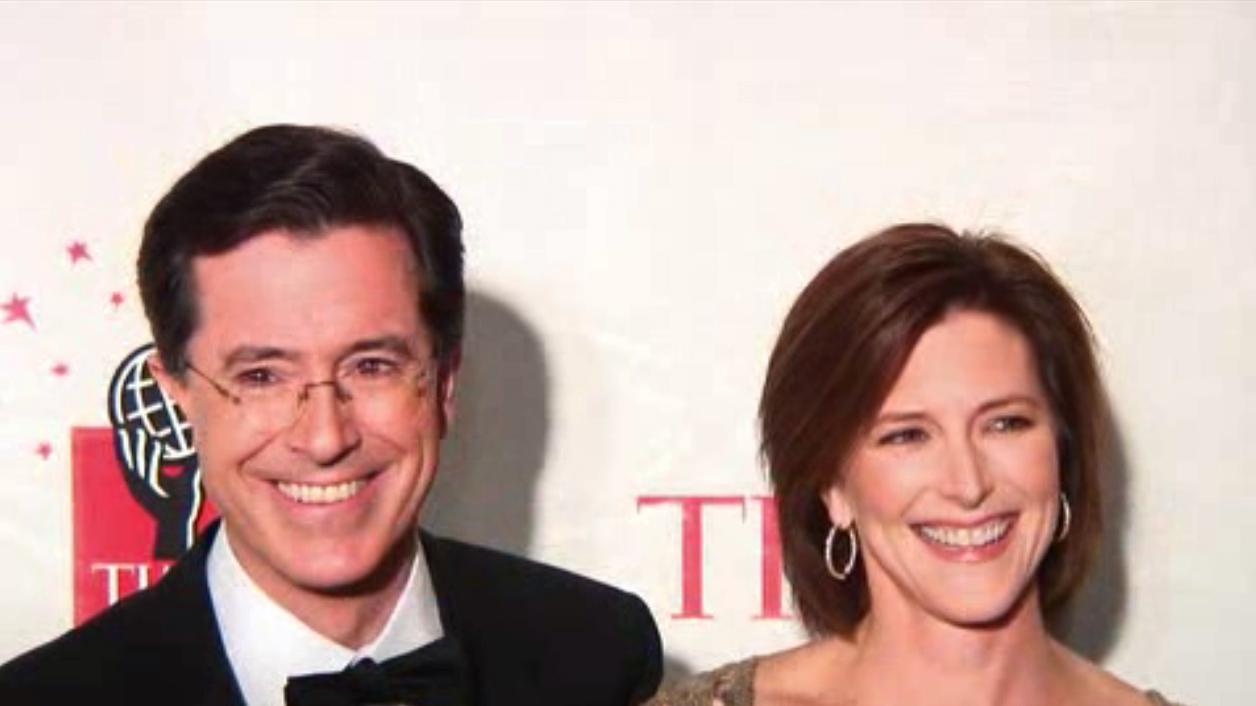
ستيفن كولبير وزوجته في حفل توزيع جوائز التايم لأكثر 100 شخصية مؤثرة لعام 2006.

على أنه لم يكن سياسيا قبل انضمامه إلى برنامج ذا دايلي شو إلا أنه ديمقراطي. في مقابلة معه في جامعة هافارد قال كولبير«ليس عندي مشكلة مع الجمهوريين، فقط سياستهم». وهو يمارس ألديانة الكاثلوكية بالإضافة أنه مدرس للكنيسة يوم الأحد.
يعيش كولبير في مونتاكلير، نيو جرسي مع زوجته إيفلن ماكجي-كولبير والتي ظهرت معه في حلقة من مسلسل سترينجرو ويذ كاندي على أنها أمه. كما ظهرت على أنه زوجته في الفيلم. في الواقع قايلت زوجته جون ستيوارت قبل أن تتعرف عليه سنة 1990. الزوجان لديهما ثلاثة أطفال مادلين، بيتر وجون كلهم ظهروا في برنامج ذا دايلي شو. يفضل كولبير على ألا يشاهده أطفاله في البرنامج قائلا «الأطفال لا يفهمون السخرية أو التهكم، ولا أريدهم أن يروني على أني منافق».

## جوائز
حصل كولبير على ثلاث جوائز إيمي ككاتب لبرنامج ذا دايلي شو أعوام 2004,2005 و2006 مع جميع كتاب البرنامج. كما رشح لثلاث جوائز إيمي سنة 2006 وأربع جوائر سنة 2007.
كما ترشح لأعوام 2005 و2006 لجوائز الساتالايت لتأديه في برنامج ذا كولبير ريبور. كما رشح لجائزة جمعية نقاد التلفزيون. حصل كولبير على جائزتي بي بودي لعمله في برنامج ذا دايلي شو.
في يناير 2006 اخترت جمعية اللكنة الأمريكية كلمة truthiness التي ظهرت في أول حلقة من برنامج ذا كولبير ريبور كلمة العام 2005 وفي 9 ديسمبر 2006 أعلنت ماريم-ويبستر أنها اختارت truthiness ككلمة العام 2006 من خلال التصويت من الإنترنت.
سمي من قبل مجلة التايمز كواحد من 100 شخصية مؤثرة في العالم عام 2006. وفي مايو 2006 أصدرت جريدة نيو يورك قائمة من بينهم كولبير وجون ستيورات كأكثر الأشخاص مؤثرين في الإعلام. وفي 3 مارس 2007، اختير كولبير كرجل العام من قبل مهرجان الكوميدية الفني الأمريكي في آسبن، كولورادو. في 24 مارس 2007 اختير من قبل (CEDA) كمتكلم السنة.
في يناير 2006 بعد أن ألقى كولبير كلمة في كلية نوكس أعطي شهادة دكتوراه شرفية في العلوم الفنية.
سمي كولبير كثاني أوسم مذيع من قبل مجلة ماكسيم. هو الرجل الوحيد من عشرة نساء. وفي نوفمبر 2006 سمي كواحد من أوسم الرجال في العالم من قبل مجة بيبول. كما اختير في ديسمبر 2006 كواحد من رجال لعام من قبل مجلة جي كيوز.
وفي فبراير 2007، كشف «بن وجيري» نكهة أيسكريم جديدة على شرف كولبير اسمها «ستيفن كولبير أمريكون دريم».
وبعد أن تغلب فريق ساغينو سبيريت على أوشوا جنيرالز في دوري الهوكي للناشئين، أعلن محافظ أوشوا على أن يوم 20 مارس 2007 سيكون يوم ستيفن كولبير بعد أن تراهن الاثنان على من يفوز في المبارة.
كما فاز بجائزة «أجرأ حركة» من قبل جوائز قناة سبايك 13 يونيو 2007.
وفي أغسطس 2007، أعلنت شركة الطيران «فيرجن أمريكا» تسمية أحد طائرتها اسم «أير كولبير».

## وصلات خارجية
- ستيفن كولبير على موقع IMDb (الإنجليزية)
- ستيفن كولبير على موقع ميتاكريتيك (الإنجليزية)
- ستيفن كولبير على موقع الموسوعة البريطانية (الإنجليزية)
- ستيفن كولبير على موقع روتن توميتوز (الإنجليزية)
- ستيفن كولبير على موقع مونزينجر (الألمانية)
- ستيفن كولبير على موقع ألو سيني (الفرنسية)
- ستيفن كولبير على موقع ميوزك برينز (الإنجليزية)
- ستيفن كولبير على موقع تيرنر كلاسيك موفيز (الإنجليزية)
- ستيفن كولبير على موقع أول موفي (الإنجليزية)
- ستيفن كولبير على موقع قاعدة بيانات الأفلام السويدية (السويدية)
- ستيفن كولبير على الإذاعة الوطنية العامة